# Korrózió
Korróziónak nevezzük elsősorban azokat a kémiai reakciókat, melyek során a fémek felületéről kiinduló és a fémek belseje felé haladó kémiai vagy elektrokémiai változások során az adott fémfelület roncsolódik. A szó latin eredetű (corrosio = megrágás).
A talajkorrózió általában elektrokémiai jelenség, ahol a talaj az elektrolit. A fémek elektrokémiai korróziója olyan folyamat, amikor a termékek képződése közben az elektronok elmozdulása 4 Å-nél nagyobb. A talajban végbemenő korróziós folyamatok elektrokémiai jellege azzal az előnnyel jár, hogy tisztán elektromos paraméterek mérésével és szabályozásával kézben tartható a folyamat. 
A kémiai reakciók hajtóereje minden esetben a nemesgázszerkezet elérése, így a fémek idővel a levegő oxigénjével és a levegőben található vízpárával reakcióba lépnek és így alacsonyabb energiaszintre kerülnek. A fémek ezekben a folyamatokban oxidálódnak, vagyis elektront adnak le. Leggyakoribb ilyen folyamat az acél és a vas oxidációja, vagyis a rozsdásodás. A korrózió mint szakkifejezés használatos a geológiában (ásványok víz-szénsav által okozott feloldása) és az orvostudományban (szövetek, gyulladás vagy maró anyag által okozott roncsolódása) is.

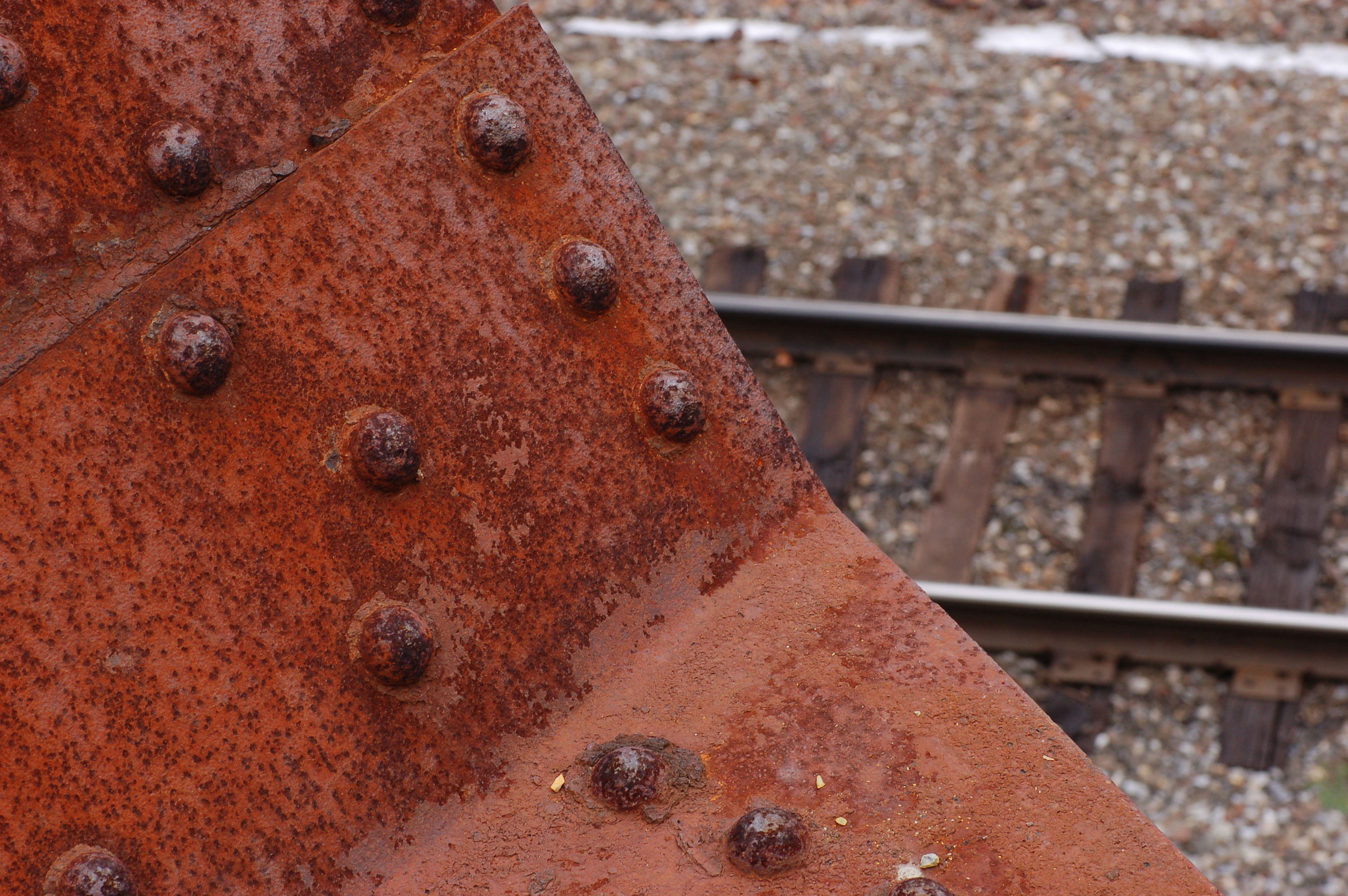
Acélhíd felületén megjelenő rozsda

## A környezetben lejátszódó roncsoló hatások
Acélhídra (tekintsünk el annak széntartalmától) nagy mennyiségű csapadék hullik. A csapadékvíz reakcióba lép a vassal és Fe(OH)2 keletkezik, majd ez rozsdává Fe2O3 -má alakul. A folyamat részletesen:
1; A levegő oxigénje hidroxidionná redukálódik:
O2 + 2 H2O + 4e− = 4 OH−
2; A vas lead két elektront:
Fe = Fe2+ + 2e−
3; A vízcseppben lévő oldott anyagok felgyorsítják ezt a folyamatot, mivel segítik az elektromos vezetést. A keletkező OH−-ionok és vas(II)-ionok csapadékot alkotnak:
Fe2+ + 2 OH− = Fe(OH)2
4; Ez a csapadék rövidesen rozsdává oxidálódik:
4 Fe(OH)2 + O2 = 2 Fe2O3·H2O + 2 H2O

## Korrózió vas- és rézanyagú vízvezető rendszerekben
A korróziós folyamatok szorosan egybekötődnek elektrokémiai folyamatokkal. Ez a magyarázata annak, hogy a korróziós folyamat felgyorsul helyi elemek kialakulásakor. Helyi elem alatt értjük eltérő elektrontöltésű fémek és bizonyos ionok oldatának, víz jelenlétében történő rövidzárlatát. Ezek a fémek pl. vas és réz. Az érintkezési pontoknál a vas különösen gyorsan korrodál. Az ismert cementáló-reakció során a réz leülepszik a vasra, helyi elemet képezve Cu2+ + Fe ———> Cu + Fe2+.
Az elektronokban gazdag réz felszínén hidrogénionok sülnek ki, hidrogént képezvén 2 H+ + 2 e− ———> H2. 
Az ily módon, a vason keletkező pozitív többlettöltet minden nehézség nélkül Fe2+-ionként kerül leadásra; a vas zavartalanul korrodál. Mivel a környező víz részben kötetlen állapotban van jelen, ezért hidrogénionokat tartalmaz H2O >><< H+ + OH−.
A hidrogénionok a fentebb leírtak szerint reagálnak a fém felszínével. Ebben az esetben is katalizátorként működik a réz.
A kötetlen vízből származó OH− ionok vas(II)-hidroxidot képezve tetterősen hozzájárulnak a vas elbomlásához Fe2+ + 2 OH− ———> Fe(OH)2.
Tömören összefoglalva: egy vízvezető rendszer réz komponensei, vegyileg kezeletlen víz esetében felgyorsítják a vaskomponensek korrózióját.

## Korrózióvédelem vízvezető rendszerekben
Vasanyagok („fekete” acél, öntvény, rozsdamentes acél):
Nem ötvözött ill. alacsonyötvözetű vasanyagok víz és oxigén jelenlétekor korrodálnak és vasoxidot (rozsda, rozsdaiszap) képeznek. Ezért a korrózióvédelem egyik fontos célja az oxigén rendszerbe jutásának a meggátlása illetve a már bejutott oxigén kémiai megkötése. Ezen túlmenően szükséges egy enyhén lúgos pH érték beállítása is. Nagyon előnyös továbbá egy alacsony sótartalmú keringővíz.
Rézanyagok (réz, nikkelbronz, vörösöntvény, sárgaréz):
Réz, nikkelbronz, vörösöntvény, cinkelbomlásálló- és különleges-sárgaréz, jól ellenáll enyhén lúgos, oxigénszegény keringővíznek.

## Biokorrózió
A legtöbben úgy gondolják, a korrózió egy olyan folyamat, amely csak az oxigén és a víz fémmel történő kapcsolatakor keletkezik. Egy jelentős része a korrózióképződésnek azonban az oxigén teljes kizárásával történik. Ily módon korrodált vascsövek felületén fekete foltok figyelhetőek meg - ez a vas(II)szulfid. Ha a fekete vas(II)szulfidot eltávolítjuk, úgy egy anódos mélyedés kerül napvilágra, melynek csupasz vas a felszíne.
Biokorrózióért olyan vasfelületeken, melyeket víz és/vagy biológiai lerakódások borítanak, elsősorban szulfátredukáló baktériumok a felelősek. Ilyen környezetek szulfátionokat tartalmaznak, de oxigént nem.
Biokorrózióért felelős lehet továbbá a mikroorganizmusok egy másik, oxigénmentes körülmények között élő csoportja is. Ezek energiaszükségletüket a hidrogén szén-dioxiddal történő oxidációjából fedezik. Ennek során metán és víz keletkezik. Az ilyen jelentős mennyiségű metán-termelő baktériumok olyan oxigénmentes területen élnek, mint pl. technikai iszapos lerakódások alatt tartályokban, lassú átfolyású csövek alján stb.

## Korrózióvédelem
Részletesebben tárgyalva a Korrózióvédelem szócikkben
A korrózió elleni védekezést két nagy csoportra lehet bontani. Létezik aktív és passzív védelem. A passzív védelem fő jellemzője az, hogy olyan védőbevonatot alakítunk ki a fém felületén, ami csak addig véd, amíg meg nem sérül. Ennek az eljárásnak három típusa létezik. Lehet a fémet úgyis védeni a környezet káros hatásaitól, hogy bizonyos lakkokkal, műanyaggal vagy zománccal vonjuk be. Ezt az eljárást nevezzük szinterezésnek. A fémeket akár egyszerűen le is festhetjük. Elektrokémiai korrózióvédelem szempontjából passzív védelem az is, ha a fémet anódnak kapcsoljuk és azt elektrolizálva vastagítjuk meg a fémet védő oxidréteget. Ez a folyamat az eloxálás. Vannak passzív fémbevonatok, amelyek csak addig védik a fémet, amíg a bevonat meg nem sérül. Ez olyan elektródpotenciálú fém, amely a sérüléskor képződő helyi elem katódja lesz, mivel az ilyen bevonatok csak a sérülésig védenek. Ezért csak olyan esetekben használatosak, amikor a felület nincs kitéve sérülés veszélyének. Ilyen például a fehérbádog (ónozott vaslemez), amelyet konzervdobozok készítésére használnak.

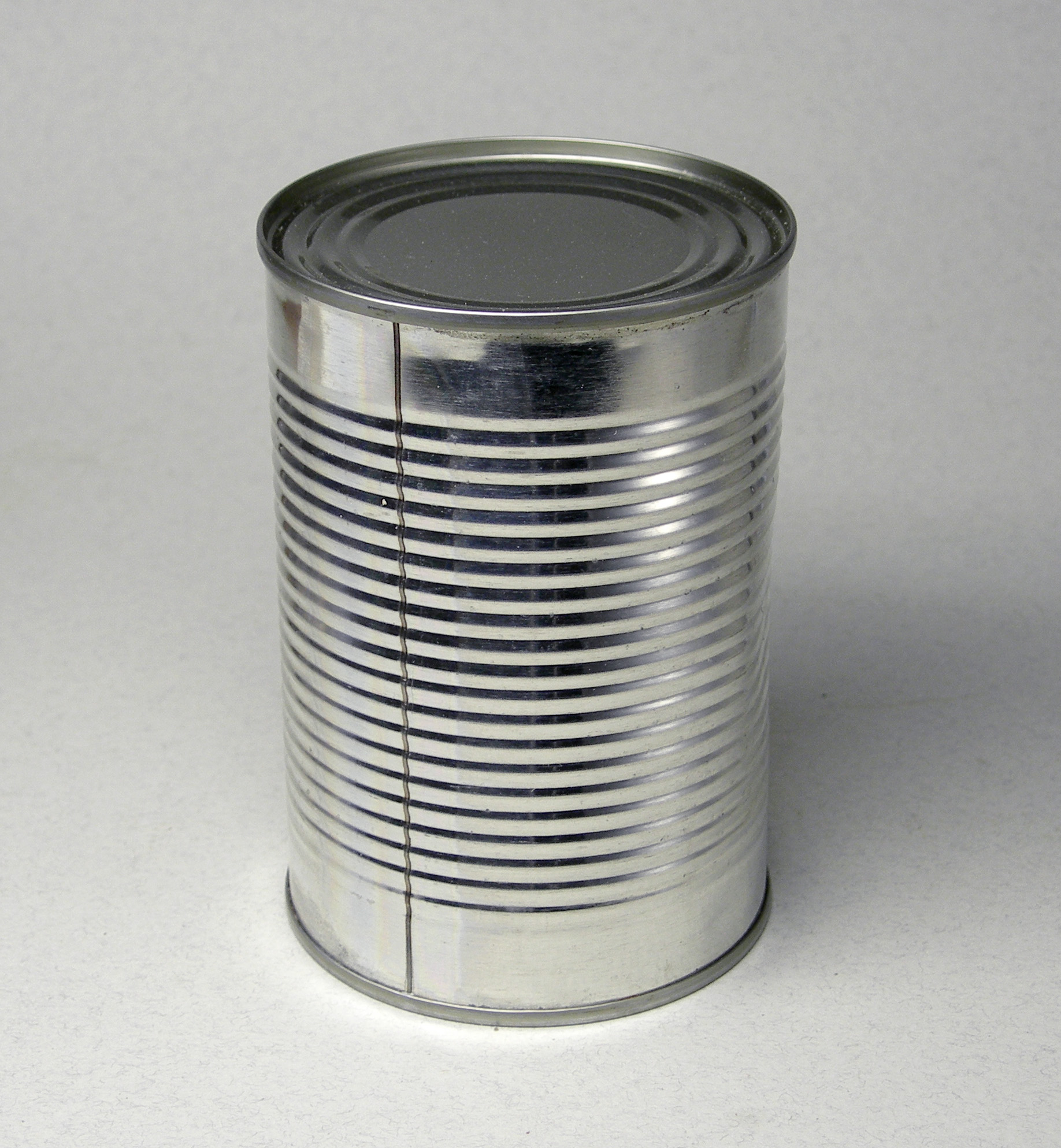
A fehérbádogot konzervdobozként is fel lehet használni

Léteznek aktív védekezési módok. Olyan védelem, amelyben a fémet olyan fémmel védjük, amely reakcióképesebb (elektródpotenciálja kisebb). A katódos fémvédelem az a korrózióvédelmi eljárás, amelynek során a védendő fém azt az elektródot alkotja, ahol a redukció történik, tehát ez lesz a katód. Az anód az a fém lesz, amelyiknek kisebb az elektródpotenciálja, így ez a fém fog átadni a katódnak elektronokat. Ez a jelenség megy végbe, amikor egy elásott vascsövet kötünk össze egy magnéziumtömbbel. Az eljárás során a lassan oxidálódó, oldódó magnéziumtömböt időnként pótolni kell. Az ilyen típusú védekezési mód meglehetősen drága, ezért kevésbé elterjedt. Vannak azonban esetek, amikor nem kínálkozik más lehetőség, például tartósan a talajban levő, acélból készült csővezetékek, és a közismert, tartályos rendszerű (nem átfolyós) villanybojlerek. A bojlerek belsejében, a melegedő vízzel körülvéve található a rúd alakú anód, amelynek anyaga javarészt magnézium. Az anód csavaros rögzítés révén fémes összeköttetésben van a bojler acéltartályával. A forró víz erősen korrozív hatására az anód anyaga lassan oxidálódva oldódik, az acéltartály pedig épen marad. A víz minőségétől függően néhány évente az anódot ki kell cserél(tet)ni. 
Az aktív és a passzív korrózióvédelmet kombinálja az a megoldás, amikor a védendő vastárgyat bevonják a reakcióképesebb fémmel. Ilyen célból általában cinkbevonatot rétegeznek az acél felületére. Az ilyen tárgy neve „horganyzott” vagy „cinkbevont” acél. Ebből készül például a tetők bádogozására használatos lemezek nagy része, illetve a drótkerítés. A cink (régies nevén: horgany) önmagában védelmet nyújt, mivel felszínén összefüggő oxidréteg alakul ki, amely a csapadékvíz és a levegőben levő oxigén károsító hatásától elszigeteli a tárgyat. Ha a cinkbevonat megsérül, akkor is a védőfém fog oxidálódni, és így megvédi a bevont vastárgyat.